# デクライン・トライセップス・エクステンション
デクライン・トライセップス・エクステンション(decline triceps extension)は、ウエイトトレーニングの種目の一つ。主に上腕三頭筋の長頭を鍛えることができる。

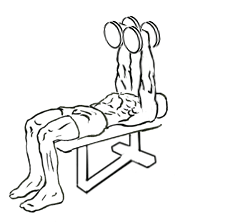
デクライン・ダンベル・トライセップス・エクステンション(スタート)

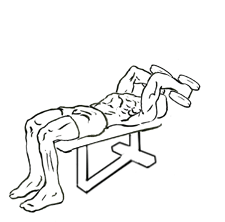
デクライン・ダンベル・トライセップス・エクステンション(フィニッシュ)

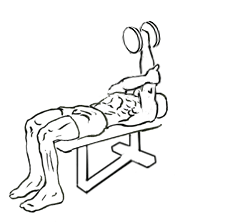
デクライン・ワンハンド・ダンベル・トライセップス・エクステンション(スタート)

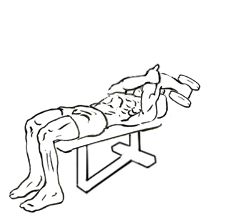
デクライン・ワンハンド・ダンベル・トライセップス・エクステンション(フィニッシュ)

## 動作

### デクライン・ダンベル・トライセップス・エクステンション
1. 両手にダンベルを持ち、デクラインベンチに仰向けになり、腕を伸ばして胸の上にダンベルを構える。手のひらが向き合うようにする。
2. 息を吸いながら頭の後ろにダンベルがくるように腕を曲げていく。
3. 息を吐きながら元の姿勢に戻る。
4. 2~3を繰り返す。

### デクライン・ワンハンド・ダンベル・トライセップス・エクステンション
1. 片手にダンベルを持ち、デクラインベンチに仰向けになり、腕を伸ばして胸の上にダンベルを構える。手のひらが内側を向くようにする。
2. 息を吸いながら頭の後ろにダンベルがくるように腕を曲げていく。
3. 息を吐きながら元の姿勢に戻る。
4. 2~3を繰り返す。